# Ženy v islámu

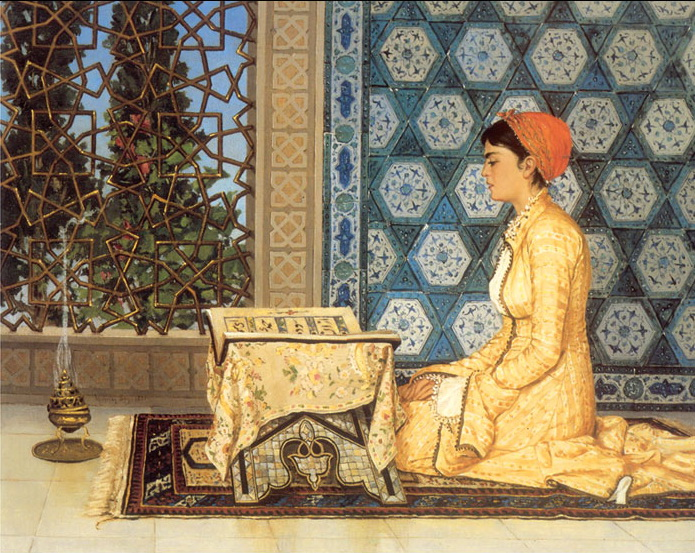
Dívka recitující Korán od osmanského malíře Osmana Hamdi Beye, který často zobrazoval ženy při vzdělávacích aktivitách

Postavení ženy v islámu je složitým výsledkem interpretace náboženských textů a celkových kulturních podmínek v islámských zemích či komunitách. Liší se jak jednotlivé interpretace náboženských textů učenci a školami, tak výsledná podoba práva v jednotlivých zemích, které může být kromě islámu ovlivněno i tradicemi v těchto státech. Práva a postavení žen se proto mezi jednotlivými zeměmi, kde tvoří muslimové většinu, výrazně liší. Ze studie z roku 2013, kterou si nechala vypracovat agentura Reuters, vyplývá, že se nejhůře arabským ženám žije v Egyptě. Česká indoložka Dagmar Marková představila roku 2024 příspěvek o bydlení muslimek v Indii a o svatebních obyčejích, rovněž i o životě vdané muslimky v Indii,očekávání potomka a výchově dětí. Prameny ale poukazují na to, že postavení ženy v moderní islámské společnosti se liší, současné práce poukazují na větší míru hledání partnera mimo širší rodinu a dokonce zastoupení internetových seznamovacích serverů.

## Ženy v koránu
V různých kapitolách koránu se píše o rovném postavení muže a ženy před Bohem. Oba jsou jeho výtvory (súra 4, verš 1) a platí pro ně stejné náboženské předpisy.
Čtvrtá súra Koránu nese název Ženy a pojednává se v ní mimo jiné o majetkových otázkách: právu ženy na věno, dědictví, na vlastnictví majetku nezávisle na mužských členech rodiny a podobně.

## Ženy v islámských zemích
Postavení žen se liší v rámci jednotlivých zemí, kde islám tvoří primární náboženství.
V části islámských zemí, zejména těch nábožensky konzervativních a těch, kde je uplatňován fundamentalistický výklad islámu, je postavení žen chápáno jako druhořadé a mnohá práva jsou ženám upírána. Dle tohoto pohledu je žena podřízena muži (není mu rovnoprávná jako v jiných společenských systémech). Toto podřadné postavení žen v rámci sociální hierarchie je kromě islámu ovlivněno i tradicemi v jednotlivých zemích, kde tvoří muslimové většinu. V těchto přísně muslimských zemích, kde je často na státní úrovni uplatňováno právo šaría, jsou ženy svázány řadou tradičních pravidel. Mezi tyto země se řadí například Jemen, Írán nebo Saúdská Arábie, kde je islám vykládán wahhábisticky a kde musí ženy čelit mnoha omezením ve svých občanských svobodách. Až do poloviny roku 2018 bylo například saúdským ženám zakázáno řídit auta, přestože se Korán nijak nezmiňuje o tom, že by ženy měly zapovězeno cestovat samy nebo řídit dopravní prostředky. V této otázce se v minulosti mimo jiné angažovala aktivistka Manal al-Šaríf.
V jiných muslimských zemích, jako je například Albánie, Bosna, Turecko nebo Tunisko, které jsou politicky blíže západnímu chápání lidských práv a kde je islám vykládán liberálně, je však situace odlišná, přestože i zde jsou ženy v mnoha ohledech stále vystaveny různým formám právní, sociální nebo ekonomické nerovnosti.

### Oblékání

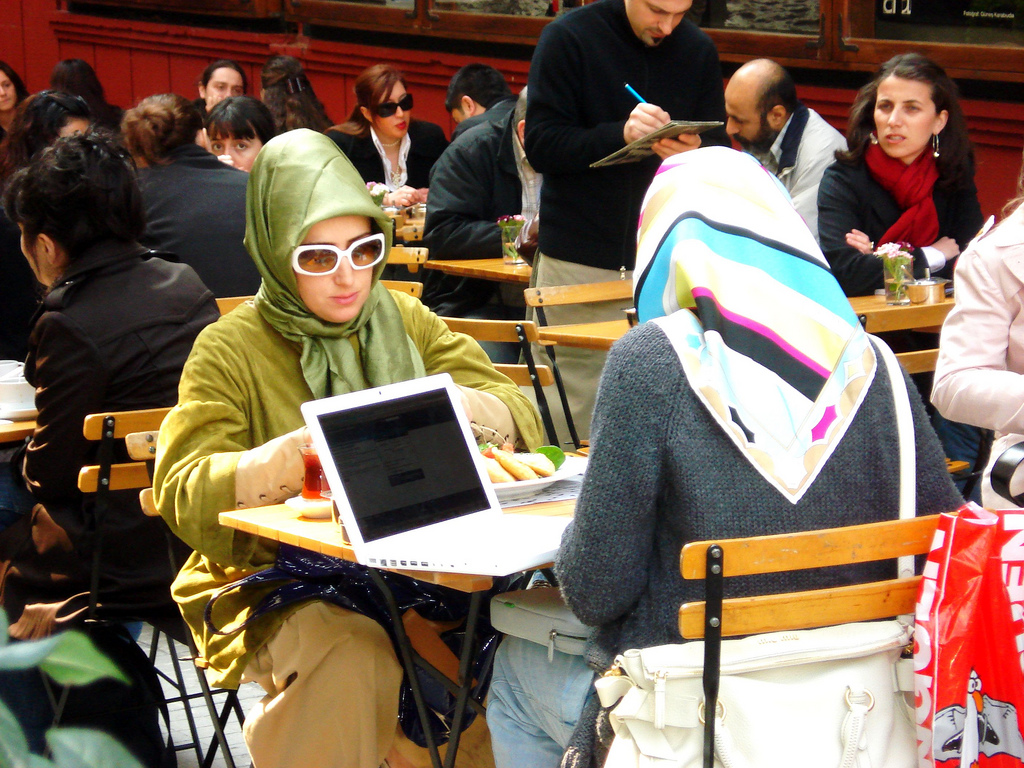
Ženy s hidžábem v istanbulské kavárně

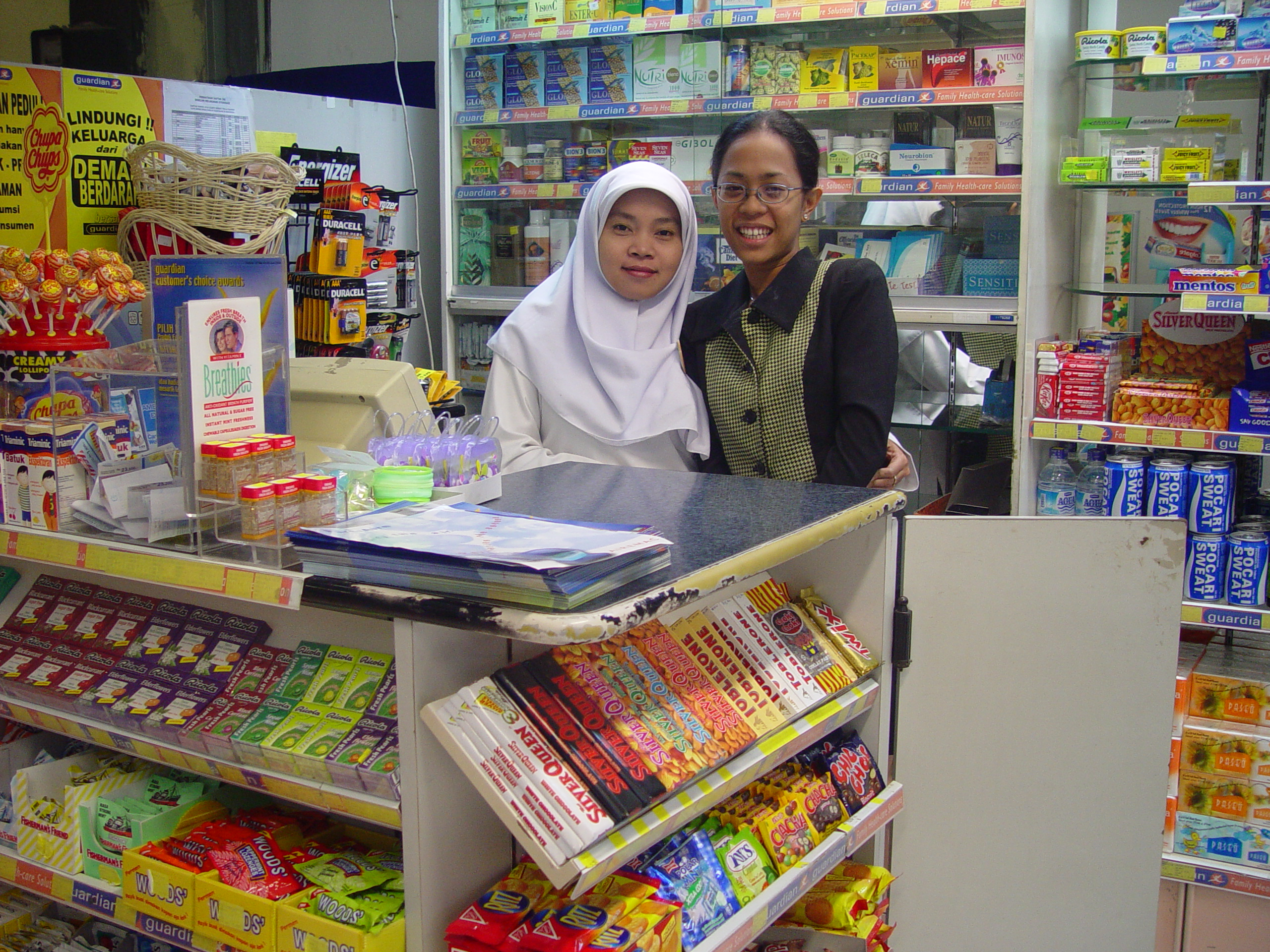
Dvě muslimky v indonéské Jakartě

Dle Koránu by se jak muži, tak ženy měli oblékat cudně, uctivě a neukazovat svá těla, protože cudnost je dle učení proroka Mohameda jedním ze základních pilířů islámu. Specificky ženám pak Korán určuje, aby si zahalovaly „ženské ornamenty“ před cizinci mimo rodinu (24:31). Ortodoxní výklady práva šaría v závislosti na tom ženám předepisují, aby si na veřejnosti zahalovaly krk, kotníky a ruce po lokty. Žádný z tradičních právních systémů nicméně ženám přímo nenakazuje, aby nosily šátek, jakožto pokrývku vlasů; ta je dle Koránu určena jen manželkám proroka Mohameda (33:59). Tradice zahalování vlasů za účelem cudnosti byla kromě islámu přítomna i v mnoha raně křesťanských a židovských komunitách, zřetelný je například šátek na ikonografiích Panny Marie. Až do 20. století byl mezi katolickými ženami vnímán šátek, který zahaloval vlasy, jako tradiční součást jejich úboru do kostela, pomocí něhož vyjadřovaly cudnost a respekt před Bohem.
V 21. století se výklad obecného příkazu k zahalování „ženských ornamentů“ liší dle země. Naprostá většina islámských zemí ženám ze zákona nepřikazuje, jak by se měly nebo neměly oblékat na veřejnosti. V zemích jako Albánie, Jordánsko, Libanon, Turecko, Tunisko nebo Maroko tak lze zpozorovat celé spektrum ženského oblečení, od bikin po hidžáb, který v těchto společnostech mnohdy přetrvává jakožto běžný kousek oblečení nebo projev tradice. Naproti tomu několik fundamentalistických zemí, nejvýrazněji Írán nebo Saúdská Arábie, zákonem vyžadují oděv, který zahaluje vlasy a potažmo i celou hlavu a tělo, jako povinnou součást ženského dress codu. V těchto zemích navíc ženám nestačí hidžab, který zahaluje pouze vlasy, ale jsou nuceny nosit burku nebo nikáb, což jsou oděvy běžně přítomné pouze v těchto několika fundamentalistických islámských zemích a které kromě vlasů zahalují i celou tvář a tělo.
Průzkum z roku 2018 prováděný americkým Institutem pro sociální politiku a porozumění ukázal, že americké muslimky měly ze všech dotazovaných největší tendenci nosit výrazný symbol, který dával veřejně najevo jejich náboženské vyznání (včetně hidžábu). Z tázaných žen 46 % odpovědělo, že tento symbol nosí „neustále“, 19 % „občas“ a 35 % „vůbec“. Na otázku proč jich 54 % odpovědělo „kvůli zbožnosti a zavděčení se Bohu“, 21 % jej nosí „aby ostatní věděli, že jsem muslimka“ a 12 % „kvůli cudnosti“. Pouze 1 % žen odpovědělo, že šátek nosí „protože to vyžaduje manžel nebo rodina“. V roce 2018 se objevila letáková kampaň egyptské organizace Conveying Islamic Message Society, poskytující vysvětlení ženského zahalování. Lze jej shrnout do těchto bodů: 

- Hidžáb znamená poslušnost.
- Hidžáb je pokora.
- Hidžáb je ochrana.
- Hidžáb je důstojnost.
- Hidžáb je respekt.
- Hidžáb je v Bibli.

Na druhé straně, roku 2021 proběhla v evropských státech podporu práva nosit hidžáb, nicméně skončila po silném odporu Francouzů. V indickém státu Karnátaka vznikl rovněž spor o právo studentek nosit hidžáb. (Tamní situace je ještě rozšířena o spor hinduistické většiny a muslimské menšiny.)

### Trestné činy
V trestně právních věcech je žena oproti mužům v mnohých islámských zemích, kde je uplatňována šaría, znevýhodněna. Příkladem je např. potřebný vyšší počet ženských svědků ve srovnání s nižším počtem požadovaných mužských svědků nebo odlišné sazby pro stejné trestné činy. Následkem toho jsou ženy – bez zohlednění politicky motivovaných případů – častěji oběťmi porušování lidských práv v islámském světě než muži.

### Manželství a rozvod

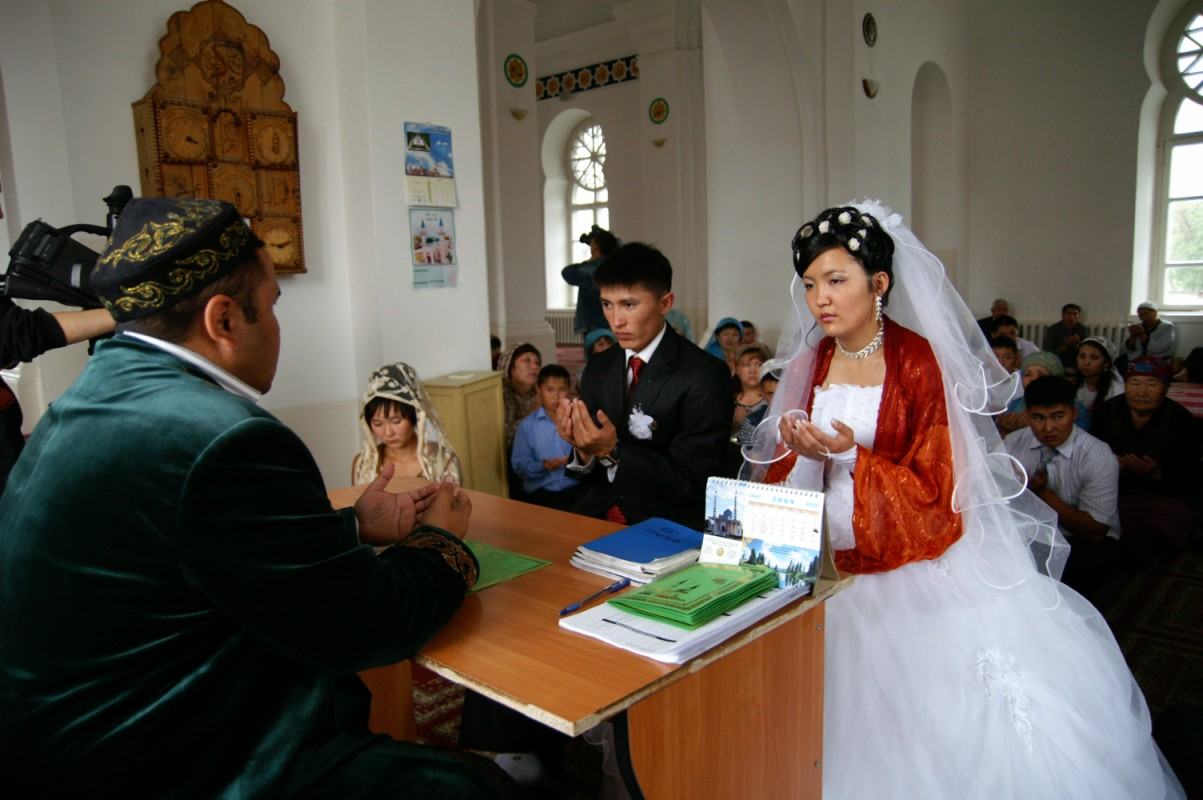
Kazašská svatba v mešitě

Žena má v islámu právo na rozvod. Podmínky rozvodu se však mohou lišit v závislosti na regionu a zemi. Vztah mužů k ženám bývá interpretováno různě, od naprosté dominance po ochranu; uvnitř manželství má nicméně dle Koránu panovat láska a dobro:

„A patří k Jeho znamením, že vám z vás samých manželky stvořil, abyste u nich klid nalezli. A vložil mezi vás lásku a dobro – a věru jsou v tom znamení pro lidi přemýšlivé.“ (30:21)

V téže súře se mluví také o polygamii čili mnohoženství, které bývá v některých (spíše fundamentalistických) islámských zemích praktikována. Muž si může vzít až čtyři manželky, ale pouze pokud k nim bude spravedlivý, což je ovšem dle jiného verše (4:129) prakticky nemožné (proto je verš někdy považován za nepřímý příkaz monogamie); pro mnohoženství bývá naopak argumentováno například tím, že je praktikoval i prorok Mohamed.

### Obřízka
V některých, zvláště afrických zemích se provádí ženská obřízka. Islámské autority i odborníci ale poukazují na to, že tato praktika nejenže nemá oporu v islámu, ale je navíc zdraví a životu nebezpečná.

## Emancipace žen

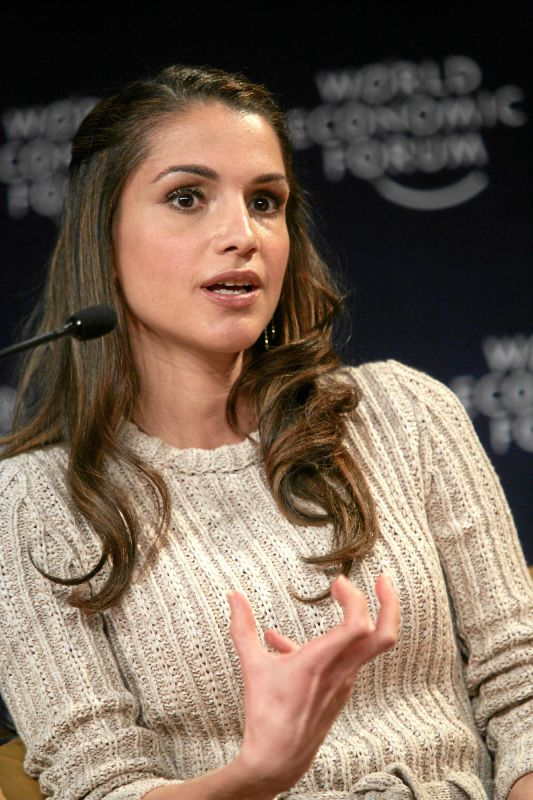
Jordánská královna Ranija al-Jasín je známá tím, že se zasazuje o přístup dívek a chlapců ke vzdělání

V souladu se západní emancipací žen ve 20. století se i v islámském prostředí začaly objevovat různé proudy feminismu; některé islám z feministických pozic kritizují, jiné se z něho naopak snaží vycházet (islámský feminismus). Liberální muslimové a muslimky v tomto směru mnohdy volají po využití idžtihádu, způsobu kritického myšlení, ke zformování více progresivní formy islámu, která by respektovala ženská práva.

### Politika
Ženy se také začaly objevovat ve veřejných funkcích: první ženou zvolenou do čela muslimského státu byla Bénazír Bhuttová v Pákistánu. Prvními zeměmi s muslimskou většinou, které zavedly volební právo žen, byl Ázerbájdžán a Albánie (1920), poslední byla Saúdská Arábie, kde jim ho král Abdalláh udělil v roce 2015, jakožto posledním na světě. Státy Středního východu a Severní Afriky (MENA), kde islám tvoří dominantní náboženství, dlouhodobě patří k regionům s nejnižším zastoupením žen v politice, které k roku 2015 činilo v průměru 18 % ve srovnáním s 22 % celosvětově. K zemím s nejnižším zastoupením žen v politice patřili Jemen a Katar (shodně 0 %), naopak největší politické zastoupení měly ženy v Alžírsku (31,6 %) a Tunisku (31,3 %). I přesto, že se tento podíl zvyšuje, ženy zde stále musí čelit mnoha překážkám v podobě genderových stereotypů a předsudků, když se uchází o funkci.

### Vzdělání
Z hlediska přístupu ke vzdělání, UNICEF v roce 2007 poznamenal, že z 24 zemí, kde gramotnosti dosahuje méně než 60 % žen, bylo 17 islámských. Tento podíl negramotnosti mezi ženami může být způsoben jak celkovou mírou negramotností v dané zemi, bez ohledu na pohlaví nebo gender, ale i horším přístupem žen ke vzdělání. Nejhůře na tom dle zprávy UNESCO z roku 2010 bylo Maroko, Jemen, Bangladéš, Pákistán, Niger, Mali, Gambie, Guinea, Guinea-Bissau a Čad, kde gramotnosti nedosahovalo ani 50 % žen. Z též zprávy vyplývá, že gramotnost žen v Egyptě byla 64 %, v Iráku 71 % a Indonésii 90 %. S přístupem k terciárnímu vzdělání to je naopak jiné v islámských zemích jako je Malajsie, Alžírsko nebo Saúdská Arábie, kde ženy tvoří nadpoloviční většinu všech vysokoškolských studentů. Vysoký podíl žen také převládá na univerzitách v Jordánsku (65 %) a Spojených arabských emirátech (76,8 %).